# Fernand Vallon
Fernand Vallon (ur. 8 listopada 1896, zm. 13 listopada 1962) – brytyjski kierowca wyścigowy.

## Kariera
W wyścigach samochodowych Vallon startował głównie w wyścigach samochodów sportowych. W latach 1924, 1926-1934 Brytyjczyk pojawiał się w stawce 24-godzinnego wyścigu Le Mans. W pierwszym sezonie startów przejechał jedynie pięć okrążeń. Trzy lata później odniósł już zwycięstwo w klasie 1.5, a w klasyfikacji generalnej uplasował się na czwartej pozycji. W kolejnych latach startował w klasie 1.1, w której w sezonie 1929 stanął na drugim stopniu podium. Właśnie w tej klasie był najlepszy w latach 1930-1931, plasując się jednocześnie na ósmej i szóstej pozycji w klasyfikacji generalnej. W kolejnych dwóch sezonach znów stawał na podium klasy 1.1, tym razem jednak na jego najniższym stopniu.